# Lakena United
Lakena United – tuwalski klub piłkarski założony w 1980 roku, występujący w Tuvalu A-Division, będącą najwyższym poziomem rozgrywek na Tuvalu. Klub swoje mecze rozgrywa na Vaiaku Stadium w Funafuti, posiadającym 1500 miejsc siedzących. Jest to jedyny stadion piłkarski w Tuvalu.

## Historia
Lakena United to jeden z najstarszych i najbardziej utytułowanych klubów piłkarskich w Tuvalu, reprezentujący wyspę Nanumea. Założony w 1980 roku, klub odgrywał kluczową rolę w rozwoju piłki nożnej w kraju.

## Sukcesy
Lakena United, jest jednym z najbardziej utytułowanych klubów piłkarskich w Tuvalu.
- 2 Mistrzostwa kraju (2004, 2006)[4]
- 6 Pucharów Niepodległości (2000, 2001, 2002, 2004, 2007, 2019)[5]
- 2 Finały Pucharu Niepodległości (2005,2010)[5]